# Val-de-Mercy
Val-de-Mercy ist eine Gemeinde im französischen Département Yonne (Region Bourgogne-Franche-Comté). Die Gemeinde hat 373 Einwohner (Stand: 1. Januar 2022), gehört zum Arrondissement Auxerre und zum Kanton Vincelles (bis 2015: Kanton Coulanges-la-Vineuse).

## Geographie
Val-de-Mercy liegt etwa 16 Kilometer südsüdwestlich von Auxerre. Umgeben wird Val-de-Mercy von den Nachbargemeinden Coulanges-la-Vineuse im Norden, Vincelles im Osten und Nordosten, Bazarnes im Osten und Südosten, Fontenay-sous-Fouronnes im Süden, Charentenay im Süden und Südwesten sowie Migé im Westen.

## Bevölkerungsentwicklung
| Jahr                      | 1962 | 1968 | 1975 | 1982 | 1990 | 1999 | 2006 | 2013 |
| ------------------------- | ---- | ---- | ---- | ---- | ---- | ---- | ---- | ---- |
| Einwohner                 | 272  | 305  | 257  | 230  | 294  | 369  | 366  | 384  |
| Quelle: Cassini und INSEE |      |      |      |      |      |      |      |      |

## Sehenswürdigkeiten
- Kirche Saint-Aubin, seit 1929 Monument historique

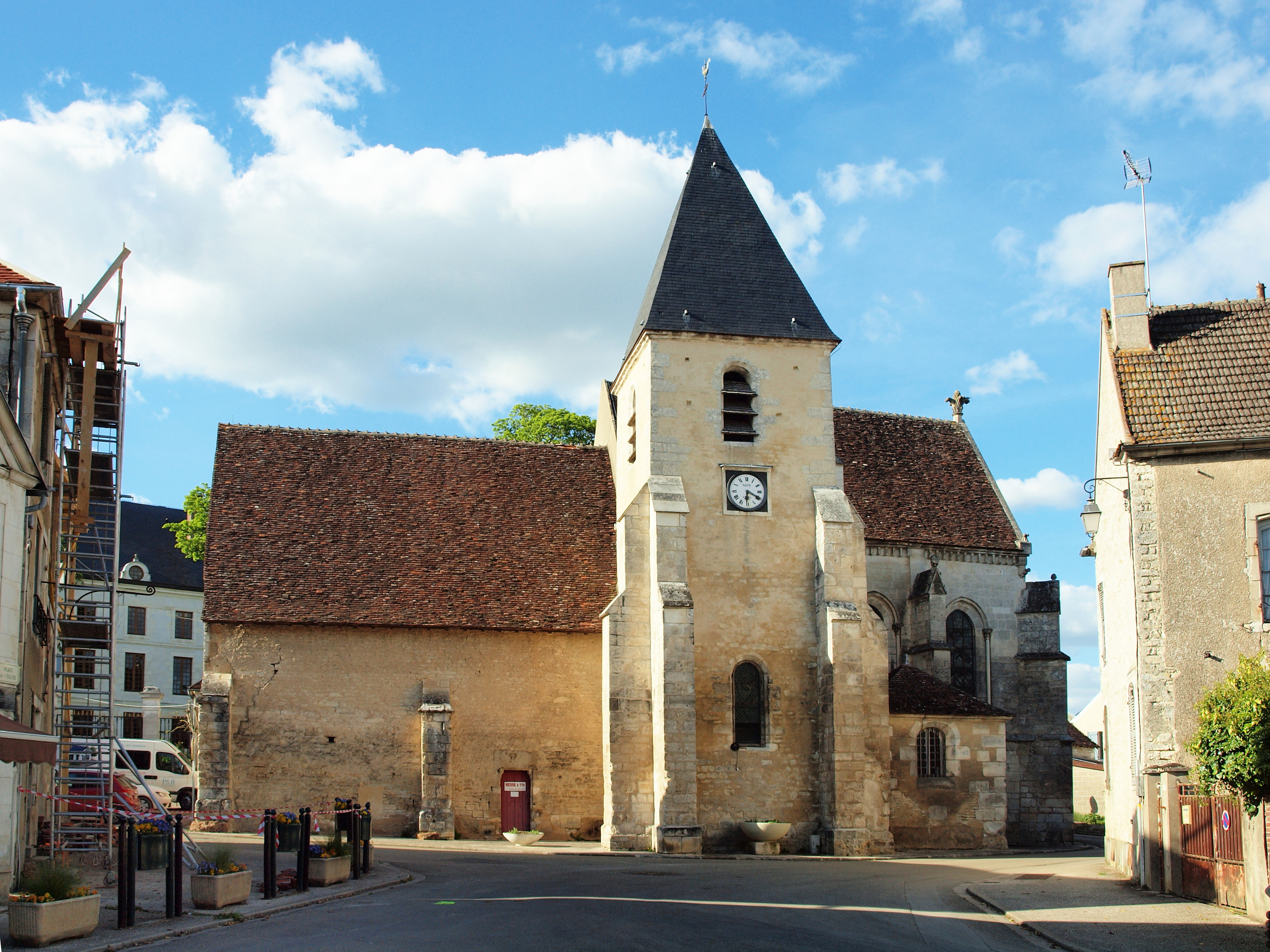
Kirche Saint-Aubin